# Tindaria cytherea
Tindaria cytherea — вид двостулкових молюсків родини Tindariidae. Це морський демерсальний вид, що мешкає в тропічних водах Карибського моря та Мексиканської затоки на глибині 1000-1200 м. Мушля молюска сюгиє до 9,2 мм завдовжки.